# اندیس سنگ لاشه یزجرد
سنگ لاشه یزجرد یک اندیس مصالح ساختمانی است که در حوالی شهر قزوین استان قزوین قرار دارد و مادهٔ معدنی موجود در آن، سنگ لاشه است. سنگ میزبان این اندیس سنگهای آتشفشانی سازند کرج است و دیرینگی آن به دوران ائوو الیگومیوسن می‌رسد.